# Robert (Lateinisches Kaiserreich)

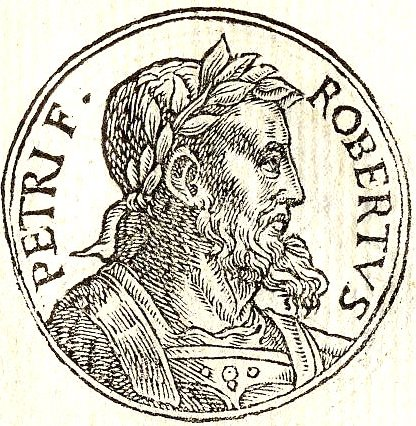
Robertus von Courtenay

Robert von Courtenay (* um 1200; † Januar 1228 in Chlemoutsi) war von 1221 bis 1228 ein Kaiser des Lateinischen Kaiserreichs von Konstantinopel aus dem Haus Courtenay.

## Leben

### Herkunft
Robert war der zweite Sohn Peters von Courtenay († 1217), Graf von Auxerre, aus dessen zweiter Ehe mit Jolante von Flandern († 1219). Väterlicherseits war er ein Angehöriger der französischen Königsdynastie der Kapetinger als Urenkel König Ludwigs VI. dem Dicken. Von der Mutterseite her war er an Abkömmling des mächtigen flämischen Grafenhauses; seine Onkel Balduin († 1205) und Heinrich († 1216) waren Anführer des vierten Kreuzzuges (1200–1204) und amtierten nach der Eroberung Konstantinopels nacheinander als erste Kaiser des neu errichteten lateinischen Kaisertums des römischen Ostreichs (Byzanz).
Nach dem erbenlosen Tod Kaiser Heinrichs im Jahr 1216 hatten die lateinischen Barone Konstantinopels dessen Schwager Peter von Courtenay zu ihrem neuen Kaiser proklamiert, worauf dieser gemeinsam mit seiner Frau und den jüngeren Töchtern die Reise in den Osten antrat. Allein mit seinem älteren Bruder, Graf Philipp II. von Namur, blieb Robert in der Heimat zurück. Über seine frühen Lebensjahre sind keine Nachrichten überliefert. Für das Jahr 1220 wird er noch im jugendlichen Alter (ætate juvenem) genannt, womit er nicht älter als zwanzig Jahre gewesen sein und damit kaum Gelegenheit gehabt haben dürfte, sich historisch besonders hervor zu tun. Seine fälschliche Titulierung in einer belgischen Chronik als „Graf von Namur“ (Robertus comes Nanurcensis) kann auf eine Beteiligung in der Herrschaft über Namur ab 1216 schließen lassen, gleichwohl sein Name im Urkundenwesen seines Bruders nicht auftaucht.

### Thronfolge (1219–1221)

Das Lateinische Reich (rot) beim Herrschaftsantritt Kaiser Roberts.

Peter von Courtenay war am 9. April 1217 in Rom vom Papst zum Kaiser gekrönt wurden, aber nur wenige Wochen darauf auf seiner Weiterreise nach Konstantinopel in die Gefangenschaft des griechischen Despoten von Epirus gefallen, in der er wenig später verstarb. Die Regentschaft in Konstantinopel hatte einstweilen Jolante allein bis zu ihrem Tod im Spätjahr 1219 übernommen. In der Frage über die Nachfolge des Kaiserpaares verständigten sich die lateinischen Barone im Dezember 1219 auf deren ältesten Sohn, Graf Philipp von Namur, der die ihm angetragene Kaiserwürde jedoch zurückwies. Statt seiner empfahl er nach Rücksprache mit König Philipp II. von Frankreich den Baronen seinen jüngeren Bruder Robert als neuen Kaiser.
Mit nur kleinem Gefolge nahm Robert im Sommer 1220 seine Reise in den Osten auf. Anders als seine Eltern zog er dabei nicht über Italien um sich etwa ebenfalls vom Papst krönen zu lassen, sondern wählte den Weg über Ungarn, wo er am Hof seiner Schwester Jolante und deren Mannes König Andreas II. den Winter verbrachte, um im Frühjahr 1221 über Bulgarien weiterreisend nach Konstantinopel zu ziehen. Dort wurde er am 25. März 1221 in der Hagia Sophia vom lateinischen Patriarchen zum Kaiser gekrönt und beurkundete noch im selben Monat erstmals mit kaiserlicher Titulatur (Robertus, Dei gratia fidelissimus in Christo Imperator, a Deo coronatus Romanie moderator et semper augustus). Seit dem Tod seines Onkels Heinrich 1216 war er damit der erste Kaiser mit persönlicher Präsenz in Konstantinopel.

### Zusammenbruch (1221–1224)
Der sowohl politisch wie militärisch unerfahrene Robert hatte eine denkbar schwierige Nachfolge angetreten. Zwar hatte sein Onkel Heinrich dem lateinischen Kaisertum zu einem geschlossenen Herrschaftsraum verholfen, der die Ägäis von der Troas in Kleinasien über Thrakien, Thessaloniki, Thessalien, Attika bis auf die Peloponnes umfasste und feudalhierarchisch regiert wurde, der jedoch unablässig Bedrohungen vom Westen wie Osten ausgesetzt war. Gegen die 1204 in Konstantinopel etablierte Herrschaft der Lateiner hatte sich im kleinasiatischen Nicäa ein griechisches Gegenkaisertum gehalten, mit dessen Kaiser Theodoros I. Laskaris seit 1213 ein nur wackeliger Frieden gehalten werden konnte. Nach dem Tod der Kaiserin Jolante 1219 hatte Theodoros als deren Schwiegersohn die Regentschaft über Konstantinopel eingefordert, was von den lateinischen Baronen zurückgewiesen wurde und deshalb neue Kämpfe in Kleinasien verursacht hatte. In Europa waren die Lateiner dem anhaltenden militärischen Druck des griechischen Despoten von Epirus, Theodoros I. Angelos, ausgesetzt, der sich die Eroberung von Thessaloniki zum Ziel gesetzt hatte. 
Um den Zustand des Zweifrontenkrieges zu beenden, hatte Robert schon in seinem ersten Herrscherjahr einen Waffenstillstand mit seinem Schwager Theodoros I. Laskaris erreicht, indem er dessen Tochter Eudokia Laskarina zu heiraten versprach. Durch diese Entlastung im Osten konnten die Kräfte der Lateiner nun auf den Abwehrkampf gegen Theodoros I. Angelos konzentriert werden, der noch 1221 die strategisch bedeutende Festung von Serres erobert hat. Allerdings zerschlugen sich diese Pläne mit dem jähen Tod des Laskaris 1222, worauf in Nicäa dessen Schwiegersohn Johannes III. Vatatzes die Macht an sich gerissen hatte. Dieser wollte von einem Frieden mit den Lateinern nichts wissen, da diese die verdrängten Laskariden unterstützten. Die Situation mündete im Jahr 1224 im militärischen Zusammenbruch des lateinischen Reichs, als zuerst sein Heer in der Schlacht von Poimanenon von Vatatzes vernichtend geschlagen wurde und im Anschluss ein Rückeroberungsversuch von Serres kläglich scheiterte. In der Folge hatten die Lateiner die Herrschaft in Kleinasien an Nicäa verloren und die Eroberung von Thessaloniki durch Angelos hinzunehmen, womit die territoriale Integrität des lateinischen Reichs zerschlagen wurde. Zwar konnten sich noch die lateinischen Fürstentümer in Athen und auf der Peloponnes halten, doch waren diese für den Kaiser in Konstantinopel nun nur noch auf dem Seeweg zu erreichen und damit faktisch unabhängig geworden.

### Herrschaftsverlust (1224–1228)
1225 hatte Robert den Frieden mit Vatatzes mit der Aufgabe aller Ansprüche auf Gebiete in Kleinasien einschließlich der Insel Lesbos zugunsten für Nicäa erkauft. Gegen Angelos baute er auf Unterstützung aus dem Westen, doch ein Rückeroberungsversuch von Thessaloniki durch Markgraf Wilhelm VI. von Montferrat scheiterte mit dessen Fiebertod in Thessalien. Ein Hilfsgesuch an König Ludwig VIII. von Frankreich verhalte durch dessen Tod im November 1226. Kurz darauf hatten die Lateiner auch die Herrschaft über Thrakien verloren, nachdem Theodoros Angelos auch Adrianopolis eroberte. Zwar hatte die griechische Bevölkerung der Stadt dessen Herrschaft über sie durch eine Revolte schon 1227 wieder beendet, sich anschließend jedoch unter den Schutz des Vatatzes gestellt, womit das Reich von Nicäa auch auf europäischem Boden Fuß fassen konnte. Die lateinische Herrschaft war damit auf die Stadt Konstantinopel und deren näheres Umland zusammengeschrumpft, die nunmehr eine von der griechischen Welt umgebene Insel darstellte.
Die Verluste und anhaltenden militärischen Misserfolge hatten offenbar auch das Vertrauen der lateinischen Barone in Konstantinopel zu ihrem Kaiser nachhaltig erschüttert. So berichtet eine Kreuzfahrerchronik von einer blutigen Empörung der Barone gegen die kaiserliche Familie. Robert hatte seine Verlobung mit Eudokia Laskarina aufgelöst und hatte sich in die Tochter eines bereits verstorbenen Ritters aus dem Artois verliebt, deren Mutter Griechin war. Er hatte die junge Dame in aller Heimlichkeit geheiratet, obwohl diese weit unter seinem Stand war. Wohl im Jahr 1226 entlud sich der angestaute Unmut der Barone auf ihren Kaiser, gepaart mit einer graecophoben Einstellung gegen diese Frauen. Nachdem sie den kaiserlichen Palast gestürmt hatten, erschlugen sie die Mutter und die Kaisergemahlin offenbar dem byzantinischen Nomos folgend gemartert. Nach einer anderen Quelle nahm Robert die Braut eines burgundischen Ritters mit ihrer ehrgeizigen Mutter in den Palast auf und heiratete sie heimlich. Der beschimpfte Bräutigam drang deshalb mit mehreren Genossen in den Palast: sie warfen die Mutter ins Meer, schoren der neuen Kaiserin den Kopf kahl und schnitten ihr die Nase ab.

Das Lateinische Reich (rot) um 1230 nach der Herrschaft Kaiser Roberts.

Diese Begebenheit dürfte ausschlaggebend für Robert zum Verlassen Konstantinopels gewesen sein, um persönlich im Westen um Unterstützung für sein Stadtkaiserreich zu werben. Er übergab die Regierungsgeschäfte seiner Schwester Maria und reiste im Frühjahr 1227 auf dem Seeweg nach Rom; irgendwelche Ergebnisse aus den Gesprächen mit dem Papst sind nicht bekannt. Auf der Rückreise starb er am Hof seines Schwagers Gottfried II. von Villehardouin auf der Peloponnes bis spätestens zum Frühjahr 1228. Auf den Thron folgte ihm sein unmündiger Bruder Balduin II., für den Johann von Brienne im Interesse der Barone die Regentschaft übernahm.

## Geschichtliche Einordnung
Das Urteil über Kaiser Robert ist in der Geschichtsforschung weitgehend negativ, angefangen im 17. Jahrhundert bei Du Change (Histoire de l’empire de Constantinople sous les empereurs français) bis hinein in jüngere Betrachtungen wie von Jean Longnon (L’empire latin de Constantinople et la principauté de Morée, 1949) und Robert Lee Wolff (The Latin Empire of Constantinople, 1204–1261, 1962). Gezeichnet wird hier das Bild eines unfähigen und tatenlosen, zu keiner Zeit der gegebenen Situation gerecht werdenden Herrschers, dem letztendlich die Verantwortung am Zusammenbruch des lateinischen Ostreiches zuzuschreiben ist, welches von seinen ruhmreichen Onkeln noch verheißungsvoll errichtet worden sei. Diese Auffassung wurde dabei weitgehend unkritisch aus der mittelalterlichen Historiographie übernommen, insbesondere von nordfranzösischen Chronisten wie dem anonymen Autor der Chronicon Turonense und vor allem Alberich von Trois-Fontaines, nach dessen Meinung der Kaiser „gewissermaßen inkompetent und beschränkt“ (quasi rudis et idiota) gewesen ist. Unterschlagen wird dabei zumeist die militärische Verantwortung der machtvollen lateinischen Barone in den entscheidenden Jahren von 1221 bis 1224 und deren Einfluss auf das öffentliche Bild in ihrer französisch-flämischen Heimat über den Kaiser und den Geschehnissen im fernen Griechenland. Im Gegensatz zu dem früh gestorbenen Kaiser hatten viele von ihnen die Gelegenheit ihre Sicht der Dinge zu verbreiten und die maßgebliche Verantwortung für die Katastrophe dem nun wehrlosen Kaiser zuzuschieben, was eine entsprechend früh eintretende Urteilsbildung in der Geschichtsschreibung begünstigt hat.
Wohlwollende Autoren betrachten Kaiser Robert bestenfalls neutral bis bedauernswert, als einen zur Herrschaft nicht erzogenen Nachgeborenen, der ohne jede politische und militärische Erfahrung auf den Thron eines von allen Seiten bedrohten mittelalterlichen Staates gesetzt wurde.